# ويوكا
ويوكا (بالإنجليزية: Wewoka, Oklahoma)‏ هي مدينة تقع بولاية أوكلاهوما في الولايات المتحدة. تبلغ مساحة هذه المدينة 12.5 (كم²)، وترتفع عن سطح البحر 245 م، بلغ عدد سكانها 3430 نسمة في عام 2010 حسب إحصاء مكتب تعداد الولايات المتحدة.

## التركيبة السكانية
حدّد مكتب تعداد الولايات المتحدة بيانات التركيبة السكانية لويوكا في تعداد الولايات المتحدة. في ما يلي، التركيبة السكانية حسب تعدادي 2000 و2010.

### تعداد عام 2000
بلغ عدد سكان ويوكا 3,562 نسمة بحسب تعداد عام 2000، وبلغ عدد الأسر 1,390 أسرة وعدد العائلات 884 عائلة مقيمة في المدينة. في حين سجلت الكثافة السكانية 285.2 نسمة لكل كيلومتر مربع (738.7/ميل2). وبلغ عدد الوحدات السكنية 1,762 وحدة بمتوسط كثافة قدره 141.1 لكل كيلومتر مربع (365.4/ميل2).
وتوزع التركيب العرقي للمدينة بنسبة 51.04% من البيض و19.88% من الأمريكيين الأفارقة و21.45% من الأمريكيين الأصليين و0.28% من الأمريكيين ذوي الأصول الآسيوية و0.08% من سكان جزر المحيط الهادئ و1.04% من الأعراق الأخرى و6.23% من عرقين مختلطين أو أكثر و2.39% من الهسبانيون أو اللاتينيون من أي عرق.
بلغ عدد الأسر 1,390 أسرة كانت نسبة 35.6% منها لديها أطفال تحت سن الثامنة عشر تعيش معهم، وبلغت نسبة الأزواج القاطنين مع بعضهم البعض 40% من أصل المجموع الكلي للأسر، ونسبة 19% من الأسر كان لديها معيلات من الإناث دون وجود شريك،  بينما كانت نسبة 4.6% من الأسر لديها معيلون من الذكور دون وجود شريكة وكانت نسبة 36.4% من غير العائلات. تألفت نسبة 33.4% من أصل جميع الأسر من عدة أفراد يعيشون في نفس المنزل ونسبة 18.3% كانت تتألف من شخص يعيش بمفرده يبلغ من العمر 65 عاماً أو أكثر. وبلغ متوسط حجم الأسرة المعيشية 2.45، أما متوسط حجم العائلات فبلغ 3.14.
بلغ العمر الوسطي للسكان 36.7 عاماً. وكانت نسبة 27.8% من القاطنين تحت سن الثامنة عشر، وكانت نسبة 8.9% بين الثامنة عشر والرابعة والعشرين عاماً، ونسبة 22.6% كانت واقعةً في الفئة العمرية ما بين الخامسة والعشرين والرابعة والأربعين عاماً، ونسبة 19.2% كانت ما بين الخامسة والأربعين والرابعة والستين، ونسبة 17.1% كانت ضمن فئة الخامسة والستين عاماً فما فوق. يوجد لكل 100 أنثى 84.2 ذكر، ويوجد لكل 100 أنثى في الثامنة عشر من عمرها فما فوق 80.4 ذكر.
بلغ متوسط دخل الأسرة في المدينة 19,490 دولارًا، أما متوسط دخل العائلة فبلغ 27,130 دولارًا. وكان متوسط دخل الذكور 22,467 دولارًا مقابل 17,670 دولارًا للإناث. وسجل دخل الفرد الخاص بالمدينة 12,039 دولارًا. وكانت نسبة 26.6% من العائلات ونسبة 29.8% من السكان تحت خط الفقر، وكان من هؤلاء نسبة 42.3% تحت سن الثامنة عشر ونسبة 20% في الخامسة والستين من العمر وما فوق.

### تعداد عام 2010
بلغ عدد سكان ويوكا 3,430 نسمة بحسب تعداد عام 2010، وبلغ عدد الأسر 1,240 أسرة وعدد العائلات 803 عائلة مقيمة في المدينة. في حين سجلت الكثافة السكانية 274.6 نسمة لكل كيلومتر مربع (711.2/ميل2). وبلغ عدد الوحدات السكنية 1,654 وحدة بمتوسط كثافة قدره 132.4 لكل كيلومتر مربع (342.9/ميل2).
وتوزع التركيب العرقي للمدينة بنسبة 52.65% من البيض و15.89% من الأمريكيين الأفارقة و22.77% من الأمريكيين الأصليين و0.23% من الأمريكيين ذوي الأصول الآسيوية و0.99% من الأعراق الأخرى و7.46% من عرقين مختلطين أو أكثر و3.41% من الهسبانيون أو اللاتينيون من أي عرق.
بلغ عدد الأسر 1,240 أسرة كانت نسبة 34.6% منها لديها أطفال تحت سن الثامنة عشر تعيش معهم، وبلغت نسبة الأزواج القاطنين مع بعضهم البعض 36.1% من أصل المجموع الكلي للأسر، ونسبة 21.4% من الأسر كان لديها معيلات من الإناث دون وجود شريك،  بينما كانت نسبة 7.3% من الأسر لديها معيلون من الذكور دون وجود شريكة وكانت نسبة 35.2% من غير العائلات. تألفت نسبة 31% من أصل جميع الأسر من عدة أفراد يعيشون في نفس المنزل ونسبة 14.5% كانت تتألف من شخص يعيش بمفرده يبلغ من العمر 65 عاماً أو أكثر. وبلغ متوسط حجم الأسرة المعيشية 2.56، أما متوسط حجم العائلات فبلغ 3.23.
بلغ العمر الوسطي للسكان 37.0 عاماً. وكانت نسبة 27.1% من القاطنين تحت سن الثامنة عشر، وكانت نسبة 8.4% بين الثامنة عشر والرابعة والعشرين عاماً، ونسبة 24.4% كانت واقعةً في الفئة العمرية ما بين الخامسة والعشرين والرابعة والأربعين عاماً، ونسبة 23.8% كانت ما بين الخامسة والأربعين والرابعة والستين، ونسبة 16.3% كانت ضمن فئة الخامسة والستين عاماً فما فوق. وتوزع التركيب الجنسي للسكان بنسبة 47% ذكور و53% إناث.

## أعلام
- جيل مورغان
- لاري إس. بيرس
- دون إي. شولتز
- لي باتريك براون
- لوري كابوت
- خوانيتا كيد ستاوت

## وصلات خارجية
- The US50 - Cities and Towns in Oklahoma State